# Cavaler rătăcitor

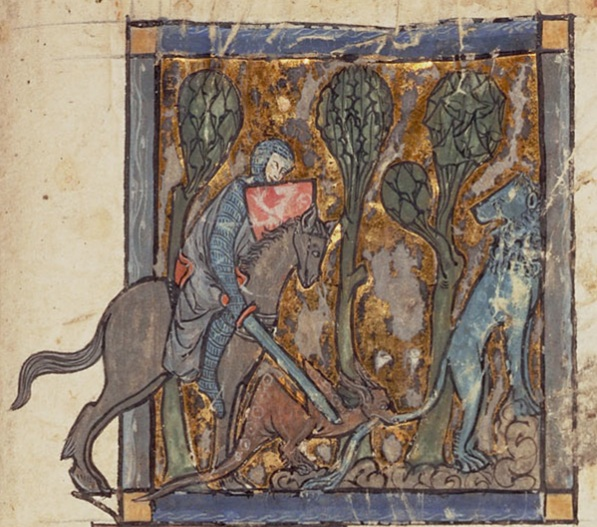
Yvain salvând leul atacat de un şarpe

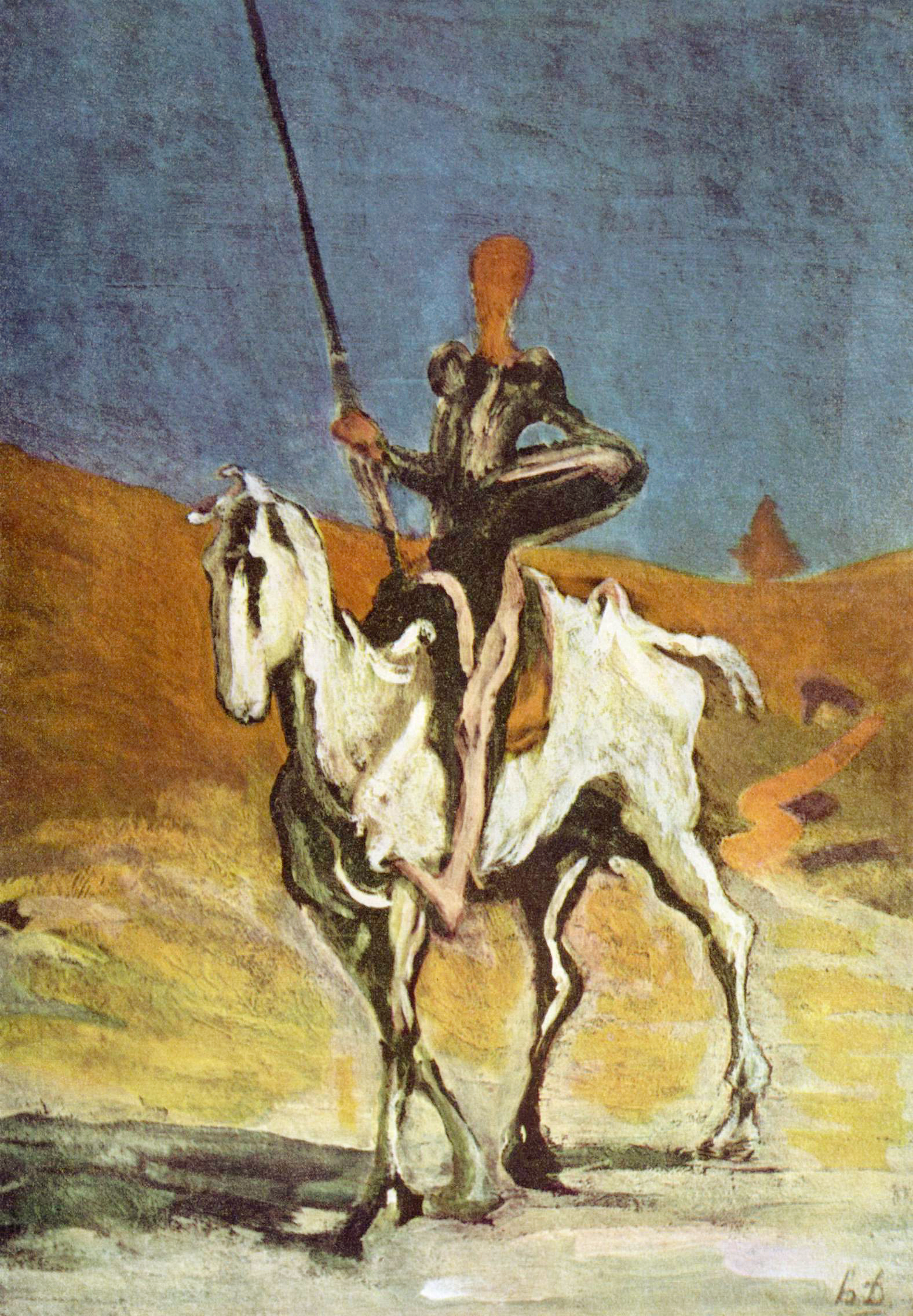
Don Quijote și Sancho Panza, imagine de Honoré Daumier

Cavalerul rătăcitor (engleză knight-errant) este un personaj din literatura medievală romantică cavalerească. Rătăcitor reliefează  caracteristica cavalerului  de a rătăci permanent în căutare de aventuri și întreceri cu arme pentru a-și demonstra că este un cavaler.
Prima apariție cunoscută a termenului de "cavaler rătăcitor" este din secolul al 14-lea în poemul Sir Gawain and the Green Knight (Sir Gawain și cavalerul verde), în care Sir Gawain ajunge la castelul lui Sir Bercilak de Haudesert după lungi călătorii și Sir Bercilak îl întâmpină pe "cavalerul rătăcitor"